# Ana Rezende
Ana Maria de Rezende Versiani dos Anjos (sinh 19 tháng 3 năm 1983) là một đạo diễn phim, người chơi ghita/phím chơi cho ban nhạc indie-electro CSS.
Rezende chịu trách nhiệm đạo diễn cho video âm nhạc đầu tiên của CSS ở Brasil, Off The Hook, quay tại nhà của Adriano Cintra và Carolina Parra.
Cô cũng là một nửa của cặp đôi DJ MeuKu cùng với thành viên trong ban nhạc CSS Luiza Sá.